# Auguste Nicolas Baudot
Pour les articles homonymes, voir Baudot.
Auguste Nicolas Baudot, né le 15 février 1765 à Rennes, mort le 29 mars 1801 à Alexandrie (Égypte) à la suite d'une blessure reçue à la bataille de Canope, est un général de brigade de la Révolution française.

## États de service
Le 12 septembre 1791, il est élu capitaine au 1er bataillon de volontaires d'Ille-et-Vilaine. Il fait campagne à l'armée du Nord, et il est nommé adjoint aux adjudants-généraux le 24 janvier 1794. Il passe ensuite à l'armée du Nord et devient aide de camp du général Moreau en avril 1794. Le 14 août 1794, il est promu capitaine au 10e régiment de dragons, mais il n'accepte pas. Le 20 avril 1795, il est confirmé aide de camp du général Moreau, qu'il suit à l'armée de Rhin-et-Moselle, puis il est nommé chef de bataillon le 25 janvier 1796 et chef de brigade le 29 novembre suivant.
En 1798, il est nommé aide de camp du général Kléber et il fait la campagne d'Égypte. Il devient son chef d'état-major et il assiste à la bataille d'Héliopolis le 20 mars 1800. Lors de la demande de capitulation du vizir Nassif Pacha, il est envoyé auprès de celui-ci. Sitôt arrivé près des ottomans, il est assailli, blessé à la tête et pris en otage. Il ne sera libéré que lors d'un échange fait à Damiette le 23 août 1800. Il est promu général de brigade par le général Menou le jour même. Le 22 septembre 1800, il est attaché à la division Reynier.
À la tête de la 85e demi-brigade, il participe le 21 mars 1801 à la bataille de Canope au cours de laquelle il est grièvement blessé. Transporté à Alexandrie, il y meurt le 29 mars 1801. 

## Source
- Jacques Charavay, Les généraux morts pour la patrie, 1792-1871 : notice biographiques, Au siège de la société, 1893, 160 p. (lire en ligne), p. 135.